# UTC+7
| Süd-Sommer-/Nord-NormalzeitSeegebiet | Nord-Sommer-/Süd-NormalzeitStandardzeit ganzjährig |

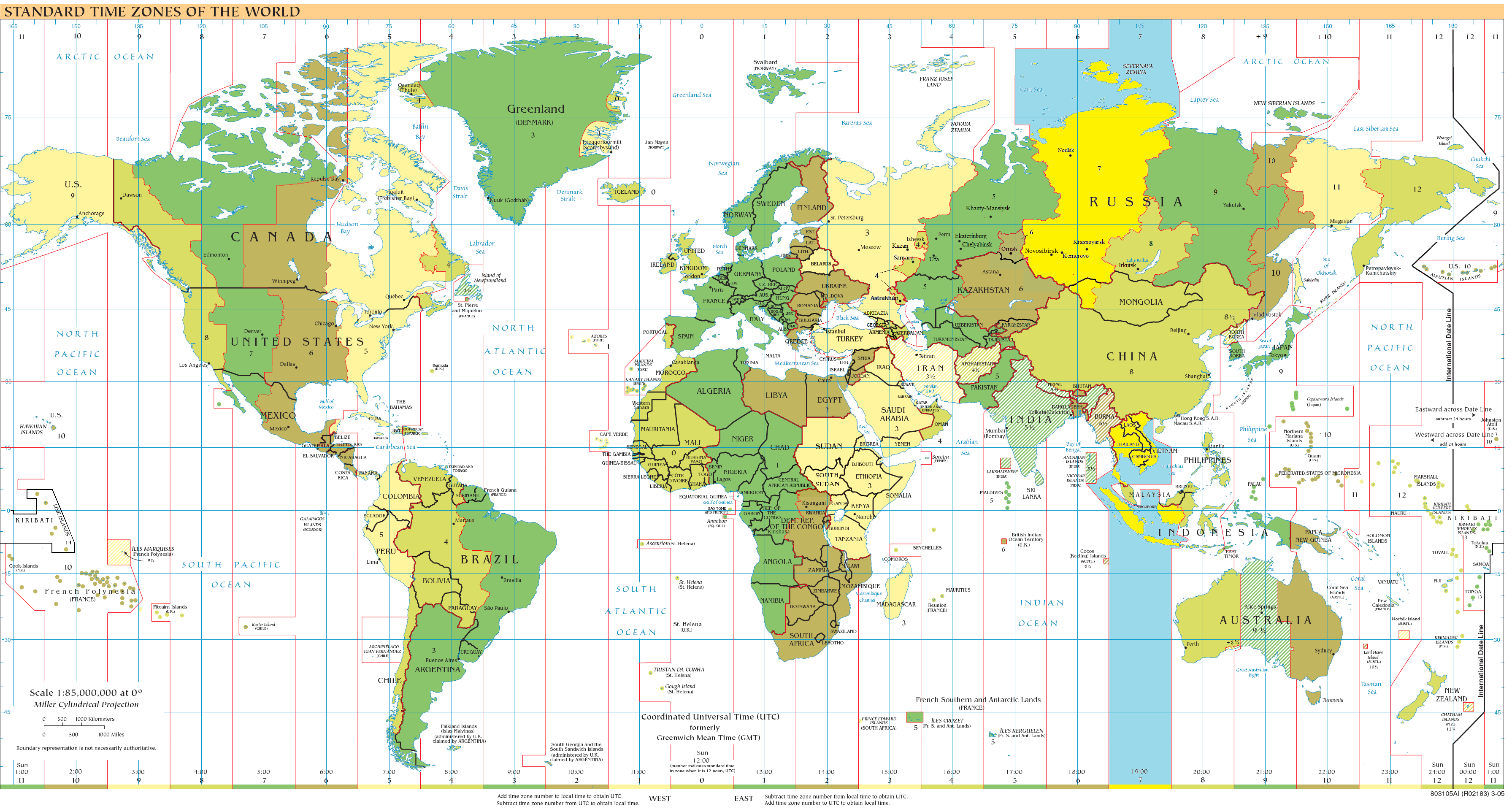
UTC+7:

UTC+7 ist eine Zonenzeit, die den Längenhalbkreis 105° Ost als Bezugsmeridian hat. Auf Uhren mit dieser Zonenzeit ist es sieben Stunden später als die koordinierte Weltzeit und sechs Stunden später als die MEZ.

## Geltungsbereich

### Ganzjährig
- Australien
  -  Weihnachtsinsel
- Indonesien
  - in den Provinzen Aceh, Bangka-Belitung, Banten, Bengkulu, Jakarta, Jambi, Jawa Barat, Jawa Tengah, Jawa Timur, Kalimantan Barat, Kalimantan Tengah, Kepulauan Riau, Lampung, Riau, Sumatra Barat, Sumatra Selatan, Sumatra Utara und Yogyakarta
- Kambodscha
- Laos
- Mongolei
  - nur in den Aimags Bajan-Ölgii, Chowd und Uws
- Russland
  -  Oblast Kemerowo
  -  Oblast Nowosibirsk
  -  Oblast Tomsk
  -  Region Altai
  -  Region Krasnojarsk
  -  Republik Altai
  -  Republik Chakassien
  -  Republik Tuwa
- Thailand
- Vietnam